# Pahtajärvi (Pajala socken, Norrbotten, 746803-183369)
Pahtajärvi är en sjö i Pajala kommun i Norrbotten och ingår i Torneälvens huvudavrinningsområde. Sjön har en area på 0,481 kvadratkilometer och ligger 167 meter över havet.

## Delavrinningsområde
Pahtajärvi ingår i det delavrinningsområde (746857-183257) som SMHI kallar för Mynnar i Tupojoki. Medelhöjden är 180 meter över havet och ytan är 20,69 kvadratkilometer. Räknas de 3 avrinningsområdena uppströms in blir den ackumulerade arean 42,06 kvadratkilometer. Roukojoki som avvattnar avrinningsområdet har biflödesordning 3, vilket innebär att vattnet flödar genom totalt 3 vattendrag innan det når havet efter 191 kilometer. Avrinningsområdet består mestadels av skog (52 procent) och sankmarker (40 procent). Avrinningsområdet har 0,48 kvadratkilometer vattenytor vilket ger det en sjöprocent på 2,3 procent.